# Anna Brüggemann

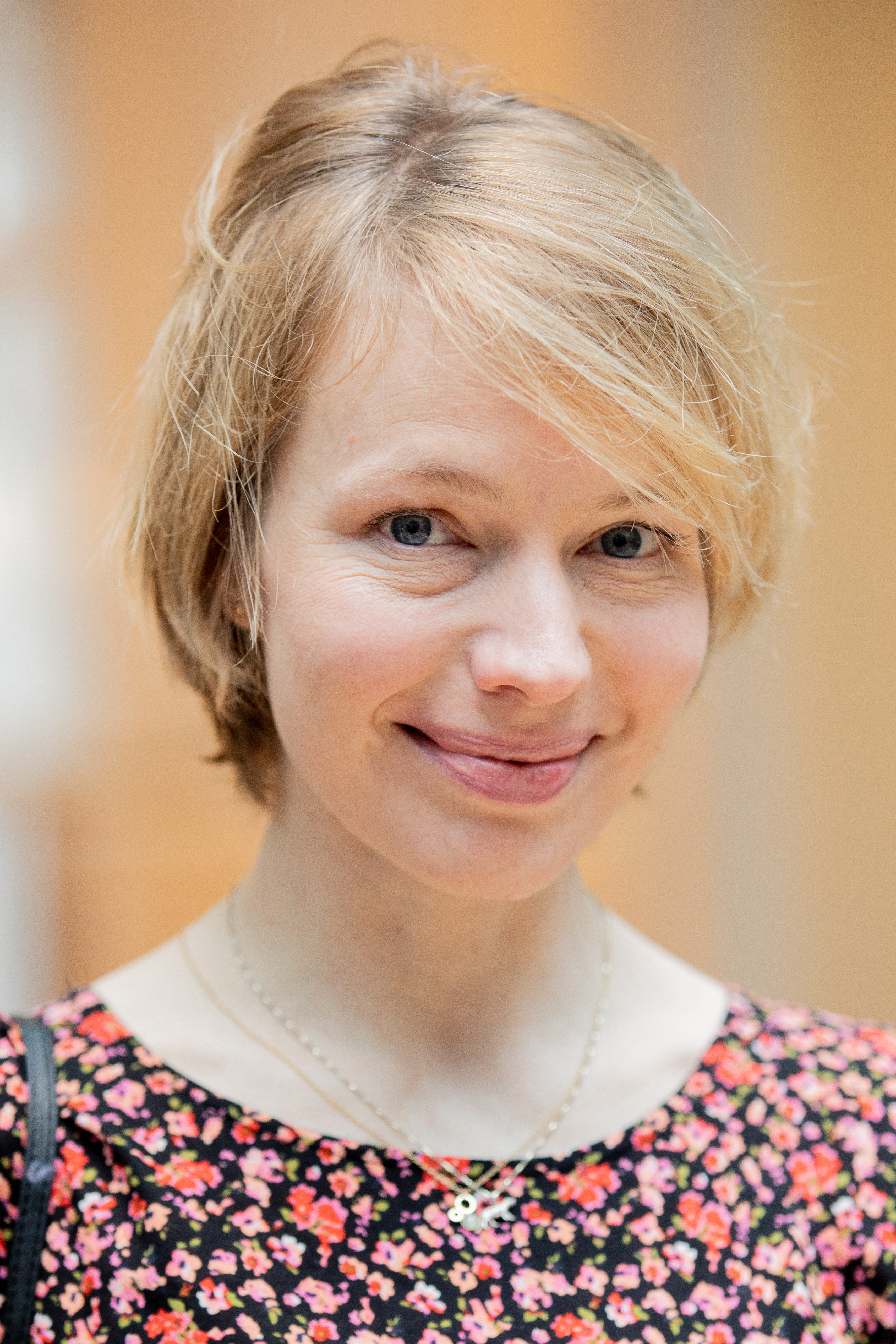
Anna Brüggemann (2020)

Anna Brüggemann (* 24. März 1981 in München) ist eine deutsche Schauspielerin sowie Drehbuch- und Romanautorin.

## Leben

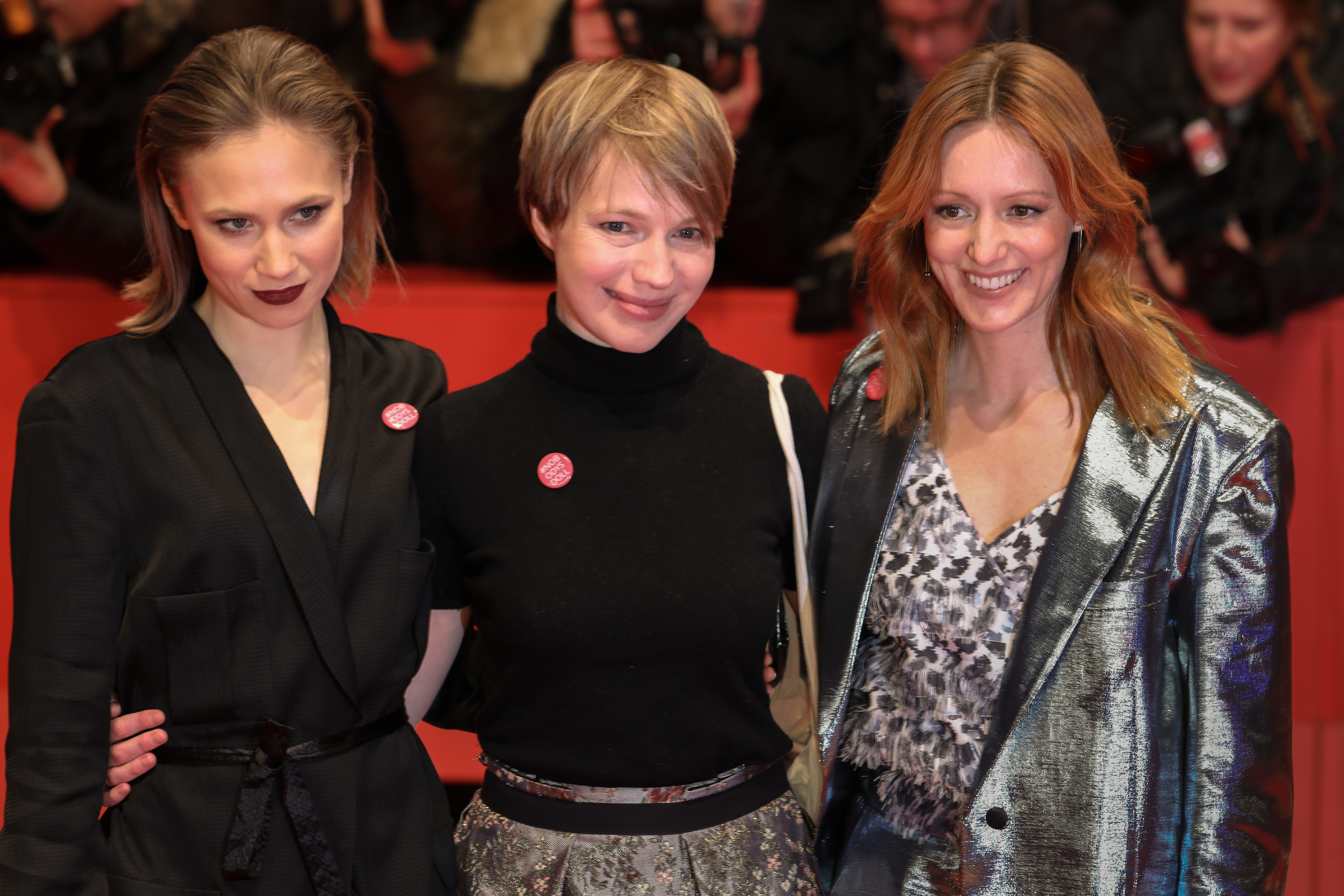
Brüggemann und weitere Unterstützerinnen der Nobody's Doll-Aktion auf dem roten Teppich der Berlinale 2018.

Anna Brüggemanns Vater war der Germanist Diethelm Brüggemann. Sie wuchs in Südafrika, Stuttgart und Regensburg auf.
In dem Fernseh-Thriller Virus X stand sie 1996 erstmals vor der Kamera. Es folgten Hauptrollen in diversen Fernseh- und Kinofilmen, wie zum Beispiel Ein Dorf sucht seinen Mörder (Regie Markus Imboden), Polizeiruf 110: Resturlaub (Regie Hannu Salonen), Kleinruppin forever (Regie Carsten Fiebeler), Oktoberfest (Regie Johannes Brunner) und Berlin am Meer (Regie Wolfgang Eissler).
Brüggemanns Bruder ist der Filmemacher Dietrich Brüggemann, der mit ihr gemeinsam die Drehbücher für seine Spielfilme Neun Szenen, Renn, wenn du kannst und 3 Zimmer/Küche/Bad verfasst hat, in denen sie auch die weibliche Hauptrolle spielt. Das ebenfalls gemeinsam geschriebene Drehbuch für den Spielfilm Kreuzweg wurde bei der Berlinale 2014 mit dem Silbernen Bären ausgezeichnet.
Im Kontext der #MeToo-Bewegung initiierte Brüggemann 2018 unter dem Namen Nobody's doll eine Aktion, die sich gegen überkommene Rollenbilder bei Veranstaltungen mit Rotem Teppich richtet. Im Rahmen der Berlinale erschienen sie und weitere Unterstützerinnen demonstrativ ohne die sonst üblichen High Heels und unbequeme freizügige Kleider.
2019 war sie als Drehbuchautorin an Caroline Links Kinofilm Als Hitler das rosa Kaninchen stahl beteiligt.
Brüggemann lebt in Berlin. Sie ist Mitglied der Deutschen Filmakademie.

## Auszeichnungen
- 2021: Debütpreis der lit.Cologne für Trennungsroman[5]

## Filmografie (Auswahl)

### Schauspiel
- 1996: Virus X – Der Atem des Todes (Fernsehfilm)
- 1999: Anatomie
- 1999: Einer geht noch
- 2001: Ice Planet
- 2001: 100 Pro
- 2001: Tatort – Bienzle und der Todesschrei (Fernsehreihe)
- 2002: Ein Dorf sucht seinen Mörder (Fernsehfilm)
- 2002–2009: Der Alte (Fernsehserie, drei Folgen)
- 2002: Epsteins Nacht
- 2002: Die Dickköpfe (Fernsehfilm)
- 2002: Der Ermittler (Fernsehserie, Folge 2x06)
- 2003: Bella Block – Kurschatten (Fernsehreihe)
- 2003: Ein starkes Team – Blutsbande (Fernsehreihe)
- 2003: Mitfahrer – Jede Begegnung ist eine Chance
- 2003: Berlin – Eine Stadt sucht den Mörder (Fernsehfilm)
- 2004: Baal (Fernsehfilm)
- 2004: Komm, wir träumen!
- 2004: Tatort – Vorstadtballade
- 2004: Tatort – Gefährliches Schweigen
- 2004: Kleinruppin forever
- 2004: Süss oder Woycek und das Polaroid
- 2005: Polizeiruf 110 – Resturlaub (Fernsehreihe)
- 2005: Oktoberfest
- 2005: Stages (Fernsehfilm)
- 2005: Der Elefant – Mord verjährt nie (Fernsehserie, Folge Das Geheimnis der „MS Katharina“)
- 2006: Die Kinder der Flucht (Fernsehfilm in drei Teilen)
- 2006: Wilsberg – Falsches Spiel (Fernsehreihe)
- 2006: Neun Szenen
- 2006: Tatort – Das Ende des Schweigens
- 2008: Berlin am Meer
- 2008: Tatort – Tod einer Heuschrecke
- 2008: Der russische Geliebte (Fernsehfilm)
- 2008: Bergfest
- 2008: Warten auf Angelina
- 2009: Die Drachen besiegen (Fernsehfilm)
- 2009: Mitte Ende August
- 2010: Renn, wenn du kannst
- 2010: Utta Danella – Eine Nonne zum Verlieben
- 2010: Ein Praktikant fürs Leben (Fernsehfilm)
- 2011: Sommer der Gaukler
- 2011: Aschenputtel (Fernsehfilm)
- 2012: 3 Zimmer/Küche/Bad
- 2013: SOKO Wismar (Fernsehserie, Folge 9x14)
- 2013: Kommissarin Lucas – Lovergirl (Fernsehreihe)
- 2013: Kommissarin Lucas – Bittere Pillen
- 2014: Kommissarin Lucas – Der nette Herr Wong
- 2014: Kommissarin Lucas – Kettenreaktion
- 2013: SOKO Stuttgart (Fernsehserie, Folge 4x16)
- 2014: Nichts für Feiglinge (Fernsehfilm)
- 2014: Ein Fall für zwei (Fernsehserie, Folge 34x02)
- 2014: Kreuzweg
- 2015: Der Hafenpastor und das graue Kind (Fernsehfilm)
- 2015: SOKO Leipzig (Fernsehserie, Folge 19x08)
- 2015: Heil
- 2015: Das Dorf der Mörder (Fernsehfilm)
- 2015: Die Bergretter – Atemlos (Fernsehfilm)
- 2016: Unter Wölfen (Fernsehfilm)
- 2016: Die Ermittler – Nur für den Dienstgebrauch (Fernsehfilm)
- 2016: Der Hafenpastor und das Blaue vom Himmel (Fernsehfilm)
- 2017: Tatort – Land in dieser Zeit
- 2017: Der Kriminalist (Fernsehserie, Folge 12x02)
- 2017: Blind & Hässlich
- 2018: Tatort – Murot und das Murmeltier
- 2019: Universum History – Die Unbeugsamen – Drei Frauen und ihr Weg zum Wahlrecht
- 2019: Tatort – Kaputt
- 2020: Tatort – Gefangen
- 2020: Der Barcelona-Krimi – Blutiger Beton (Fernsehreihe)
- 2020: Das Unwort
- 2021: Tatort – Das ist unser Haus
- 2021: Nö
- 2021: Legal Affairs (Fernsehserie, 3 Folgen)
- 2022: Riesending – Jede Stunde zählt (Fernsehfilm)
- 2023: Black Box
- 2024: Marie Brand – Marie Brand und die verfolgte Braut (Fernsehreihe)
- 2025: Die Chefin – Grenzgänger

### Drehbuch

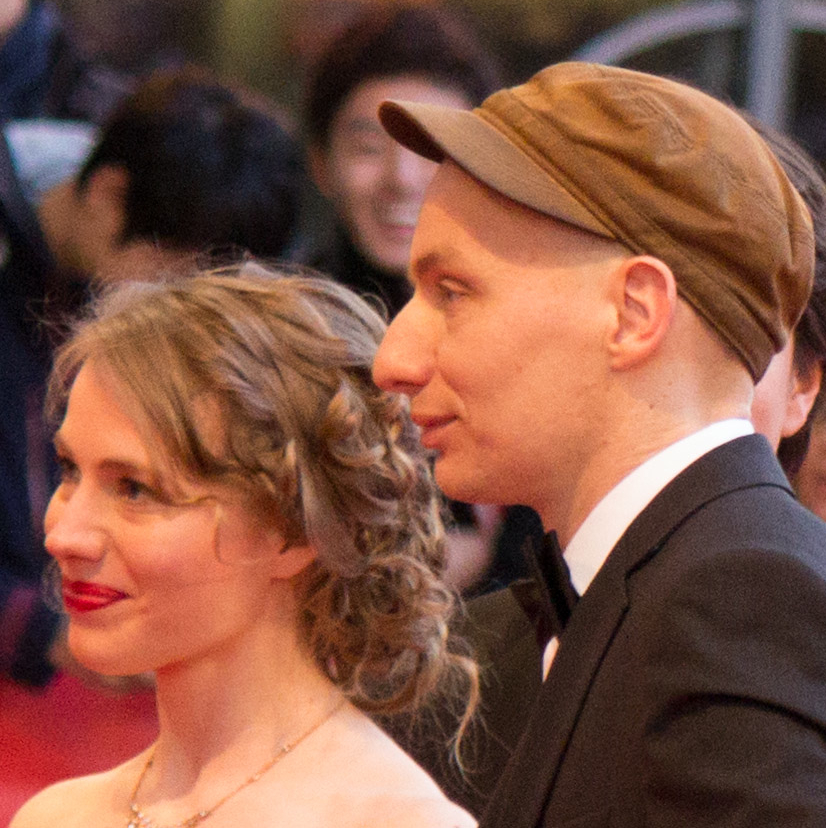
Anna Brüggemann und ihr Bruder Dietrich auf der Berlinale 2014

- 2006: Neun Szenen (mit Dietrich Brüggemann)
- 2010: Renn, wenn du kannst (mit Dietrich Brüggemann)
- 2012: 3 Zimmer/Küche/Bad (mit Dietrich Brüggemann)
- 2014: Kreuzweg (mit Dietrich Brüggemann)
- 2019: Als Hitler das rosa Kaninchen stahl (mit Caroline Link)
- 2021: Nö (mit Dietrich Brüggemann)

## Roman
- Trennungsroman Ullstein, Berlin 2021, ISBN 978-3-550-20068-7.
- Wenn nachts die Kampfhunde spazieren gehen Ullstein, Berlin 2024, ISBN 978-3-550-20221-6.